# Woody Woodpecker (série de films)
Pour les articles homonymes, voir Woody Woodpecker (homonymie).
Woody Woodpecker est une série de films de dessins animés américaine, créée par le dessinateur et animateur Walter Lantz, produite par Walter Lantz Productions et distribuée par Universal Pictures entre 1941 et 1972.

## Historique
'L'histoire du personnage peut être vue ici
Woody Woodpecker est un personnage intelligent, bavard et effronté, qui se distingue par un gloussement hurlant, l'œuvre du célèbre comédien de voix de bande dessinée Mel Blanc, qui, quelques années plus tard, a été imité par d'autres acteurs. Il pose rarement un problème - le personnage n'a d'autre intention que de prendre sa vie dans un bien, dans sa maison sur un tronc d'arbre, ou de voler autour de couper du bois, ce qui dérange généralement quelqu'un qui s'irrite tente de se débarrasser de l'oiseau, c'est à ce moment-là, le Woody Woodpecker n’est pas en-dessous de tout faire pour vaincre son adversaire, se transformant en un être sans modestie ni éthique. À ce moment-là, tout vaut la peine, depuis les plus tricheurs les plus sordides jusqu’à s’habiller en femme pour tromper les méchants ou même pour commencer le combat avec leurs pénis douloureux. À une époque où les dessins essayaient de transmettre un message positif ou éducatif, l'oiseau a brisé tous les tabous avec des histoires pleines de mentions sur le tabagisme, l'alcoolisme ou le sexe. Le personnage lui-même s'est une fois défini lui-même avec Miss Meany comme quelqu'un de pas très bon: "j'ai beaucoup d'habitudes. C'est pourquoi les aventures de Woody Woodpecker ont eu des problèmes de censure et de la presse en raison de la violence. Mais peut-être en raison de son comportement et de sa personnalité, le Woody Woodpecker n’a pas toujours connu une fin heureuse dans ses épisodes. Dans plusieurs d'entre eux, notre héros s'est terminé par une bosse sur la tête faisant écho à son rire caractéristique sur un ton mélancolique. Le personnage agit généralement seul, sauf dans certains épisodes dans lesquels apparaît avec son ami cheval Sugarfoot. Il y a aussi une petite galerie de méchants qui apparaissent fréquemment. Parmi les plus communs, on trouve le Wally Walrus, un lion de mer à l'accent allemand et des vilains qui était le plus abobalhado. Avec un peu plus de ruse, nous avons eu Buzz Buzzard et Gabby Gator, qui ont vécu en essayant de déjeuner notre héros. Mais c’est vraiment amusant de voir le Woody Woodpecker tourmenter Dooley, le clochard, qui apparaît souvent dans les dessins en tant que méchant de l’Ouest occidental. Woody Woodpecker est également victime de la chasse aux papillons, Mlle Meany, qui, dans une autre version du dessin, est également propriétaire de la pension où vit l’oiseau.

## Listes de courts métrages
1940 (épisode pilote)
- Knock Knock (avec Andy Panda)

1941-1943 (première saison)
- Woody Woodpecker (1941)[1]
- The Screwdriver (1941)[2]
- Pantry Panic (1941)[3]
- The Hollywood Matador (1942)[4]
- Ace in the Hole (1942)
- The Loan Stranger (1942)
- The Screwball (1943)
- The Dizzy Acrobat (1943)
- Ration Bored (1943)

1944-1949 (saison deux)
- The Barber of Seville (1944)
- The Beach Nut (1944)
- Ski for Two (1944)
- Chew-Chew Baby (1945)
- Woody Dines Out (1945)
- The Dippy Diplomat (1945)
- The Loose Nut (1945)
- Who's Cookin' Who? (1946)
- Bathing Buddies (1946)
- The Reckless Driver (1946)
- Fair Weather Fiends (1946)
- Musical Miniatures (1947)
- Smoked Hams (1947)
- The Coo Coo Bird (1947)
- Well Oiled (1947)
- Solid Ivory (1947)
- Woody the Giant Killer (1947)
- The Mad Hatter (1948)
- Banquet Busters (1948)
- Wacky-Bye Baby (1948)
- Wet Blanket Policy (1948)
- Wild and Woody! (1948)
- Drooler's Delight (1949)

1951-1955 (troisième saison)
- Puny Express (1951)
- Sleep Happy (1951)
- Wicket Wacky (1951)
- Woodpecker in the Rough (1951)
- Slingshot 6 7/8 (1951)
- The Redwood Sap (1951)
- The Woody Woodpecker Polka (1951)
- Destination Meatball (1951)
- Born to Peck (1952)
- Stage Hoax (1952)
- Scalp Treatment (1952)
- The Great Who-Dood-It (1952)
- Termites from Mars (1952)
- What's Sweepin (1953)
- Buccaneer Woodpecker (1953)
- Operation Sawdust (1953)
- Wrestling Wrecks (1953)
- Belle Boys (1953)
- Hypnotic Hick (1953)
- Hot Noon (or 12 O'Clock for Sure) (1953)
- Socko in Morocco (1954)[5]
- Alley to Bali (1954)
- Under the Counter Spy (1954)
- Hot Rod Huckster (1954)
- Real Gone Woody (1954)
- A Fine Feathered Frenzy (1954)
- Convict Concerto (1954)
- Helter Shelter (1955)
- Witch Crafty (1955)
- Private Eye Pooch (1955)
- Bedtime Bedlam (1955)
- Square Shootin' Square (1955)
- Bunco Busters (1955)

1955-1961 (quatrième saison)
- The Tree Medic (1955)[6]
- After the Ball (1956)
- Get Lost (1956)
- Chief Charlie Horse (1956)
- Woodpecker from Mars (1956)
- Calling All Cuckoos (1956)
- Niagara Fools (1956)
- Arts and Flowers (1956)
- Woody Meets Davy Crewcut (1956)
- Red Riding Hoodlum (1957)
- Box Car Bandit (1957)
- The Unbearable Salesman (1957)
- International Woodpecker (1957)
- To Catch a Woodpecker (1957)
- Round Trip to Mars (1957)
- Dopey Dick the Pink Whale (1957)
- Fodder and Son (1958)
- Misguided Missile (1958)
- Watch the Birdie (1958)
- Half Empty Saddles (1958)
- His Better Elf (1958)
- Everglade Raid (1958)
- Tree's a Crowd (1959)
- Jittery Jester (1959)
- Tomcat Combat (1959)
- Woodpecker in the Moon (1959)
- The Tee Bird (1959)
- Romp in a Swamp (1959)
- Kiddie League (1959)
- Billion Dollar Boner (1960)
- Pistol Packin' Woodpecker (1960)
- Heap Big Hepcat (1960)
- Ballyhooey (1960)
- How to Stuff a Woodpecker (1960)
- Bats in the Belfry (1960)
- Ozark Lark (1960)
- Southern Fried Hospitality (1960)
- Fowled Up Falcon (1960)
- Poop Deck Pirate (1961)
- The Bird Who Came to Dinner (1961)
- Gabby's Diner (1961)
- Sufferin' Cats (1961)
- Franken-Stymied (1961)
- Help my Help (1961)

1961-1965 (cinquième saison)
- Busman's Holiday (1961)[7]
- Phantom of the Horse Opera (1961)
- Woody's Kook-Out (1962)
- Rock-a-Bye Gator (1962)
- Home Sweet Homewrecker (1962)
- The Little Bear (1962)
- Room and Bored (1962)
- Rocket Racket (1962)
- Careless Caretaker (1962)[8]
- Tragic Magic (1962)[9]
- Voo-Doo Boo-Boo (1962)
- Crowin' Pains (1962)
- Little Woody Riding Hood (1962)
- Greedy Gabby Gator (1963)
- Robin Hood Woody (1963)
- Stowaway Woody (1963)
- The Shutter Bug (1963)
- Coy Decoy (1963)
- The Tenant's Racket (1963)
- Short in the Saddle (1963)
- Tepee for Two (1963)
- Science Friction (1963)
- Calling Dr. Woodpecker (1963)
- Dumb Like a Fox (1964)
- Saddle Sore Woody (1964)
- Woody's Clip Joint (1964)
- Spookananny (1964)
- Skinfolks (1964)
- Get Lost! Little Doggy (1964)
- Freeway Fracas (1964)
- Roamin' Roman (1964)
- Three Little Woodpeckers (1965)
- Woodpecker Wanted (1965)
- Birds of a Feather (1965)

1965-1972 (sixième saison)
- Canned Dog Feud (1965)
- Janie Get Your Gun (1965)
- Sioux Me (1965)
- What's Peckin (1965)
- Rough Riding Hood (1966)
- Lonesome Ranger (1966)
- Woody and the Beanstalk (1966)
- Hassle in a Castle (1966)
- The Big Bite (1966)
- Astronut Woody (1966)
- Practical Yolk (1966)
- Monster of Ceremonies (1966)
- Sissy Sheriff (1966)
- Have Gun, Can't Travel (1967)
- The Nautical Nut (1967)
- Hot Diggity Dog (1967)
- Horse Play (1967)
- Secret Agent Woody Woodpecker (1967)
- Lotsa Luck (1968)
- Peck of Trouble (1968)
- Fat in the Saddle (1968)
- Woody the Freeloader (1968)
- Feudin Fightin-N-Fussin (1968)
- A Lad in Bagdad (1968)
- One Horse Town (1968)
- Hook Line and Stinker (1969)
- Little Skeeter (1969)
- Woody's Knight Mare (1969)
- Tumble Weed Greed (1969)
- Ship A'hoy Woody (1969)
- Prehistoric Super Salesman (1969)
- Phoney Pony (1969)
- Seal on the Loose (1970)
- Wild Bill Hiccup (1970)
- Coo Coo Nuts (1970)
- Hi-Rise Wise Guys (1970)
- Buster's Last Stand (1970)
- All Hams on Deck (1970)
- Flim Flam Fountain (1970)
- Sleepy Time Chimes (1971)
- The Reluctant Recruit (1971)
- How to Trap a Woodpecker (1971)
- Woody's Magic Touch (1971)
- Kitty from The City (1971)
- The Snoozin' Bruin (1971)
- Shanghai Woody (1971)
- Indian Corn (1972)
- Gold Diggin' Woodpecker (1972)
- Pecking Holes in Poles (1972)
- Chili Con Corny (1972)
- Show Biz Beagle (1972)
- For the Love of Pizza (1972)
- The Genie With the Light Touch (1972)
- Bye, Bye, Blackboard (1972)

## Dans d'autres médias
Séries télévisées d'animation
Le Woody Woodpecker Show est la principale série télévisée d'animation où apparaît Woody, qui en est le personnage principal. Elle est diffusée pour la première fois aux États-Unis sur la chaîne ABC. En France, elle est diffusée sur les chaînes françaises ORTF à partir de 8 octobre 1967, TF1 et Antenne 2 dans les années 1980. Certains extraits du show seront rediffusés dans l'émission Club Sandwich diffusée du 17 février 1990 au 30 août 1991 sur Antenne 2, et rediffusée dans Ça cartoon sur Canal+ jusqu'en 1992 et de 2005 à 2009 puis dans Cellulo sur La Cinquième jusqu'en 2001. La série est diffusée sur Gulli.
Une seconde série consacrée au personnage, Le New Woody Woodpecker Show, réalisée par Universal Animation Studios, est diffusée pour la première fois de 1999 à 2002 aux États-Unis par la FOX au Canada par YTV et au Québec par VRAK. En France, elle était diffusée sur TF1 dans l'émission TF! Jeunesse entre le 2 septembre 2000 et 2006, puis rediffusée de 2007 à 2013 sur Boomerang.
En 2018, une web-série a fait ses débuts sur la chaîne YouTube officielle de Woody Woodpecker.
Film
Woody Woodpecker, film long-métrage américano-canadien avec en vedette Woody Woodpecker, est réalisé en 2017 (sorti au cinéma au Brésil en octobre 2017, distribué en DVD aux  États-Unis en février 2018).
Woody Woodpecker : Alerte en colo ; 12 avril 2024 sur Netflix
Jeux vídeo
Plusieurs jeux vidéo mettent en scène Woody Woodpecker et son univers. Une première série de trois jeux intitulés simplement Woody Woodpecker sort en 1994 sur la console 3DO Interactive Multiplayer. En 1996 sort Férias Frustradas do Pica-Pau, développé et édité par Tec Toy pour les consoles Master System et Mega Drive et commercialisé seulement au Brésil. En 2000 vient Woody Woodpecker Racing, qui sort sur PC et sur les consoles Dreamcast, PlayStation et Game Boy Color. En 2001 sort Woody Woodpecker développé par Eko et publié par Cryo Interactive. La même année, le pic-vert apparaît dans le jeu Universal Studios Theme Parks Adventure, sur la console GameCube. En 2003 sort Woody Woodpecker in Crazy Castle 5, sur Game Boy Advance.